# Anna Missuna

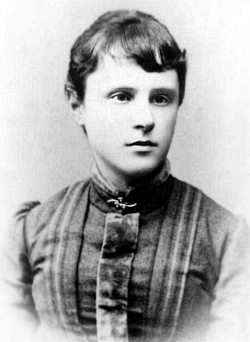
Anna Missuna (1889)

Anna Missuna (ur. 1869, zm. 1922) – polska geolog.

## Życiorys
Była pierwszą kobietą w Polsce zajmującą się zawodowo geologią. Badała przede wszystkim utwory czwartorzędowe na Białorusi, Litwie i w środkowej Rosji. Jest autorką m.in. pracy Przyczynek do geologii nowogródzkiego powiatu guberni mińskiej (1910).